# Le Massage, scène de hammam
Le Massage, scène de Hammam est une peinture à l'huile sur toile réalisée par l'artiste français Édouard Debat-Ponsan en 1883 et exposé au musée des Augustins de Toulouse.

## Histoire et description
Le directeur du musée des Augustins Axel Hémery y voit « l'un des plus beaux tableaux de Debat-Ponsan (...) une icône internationale de l'orientalisme ». Peinte en 1883 au retour d'un voyage en Turquie de Debat-Ponsan et son épouse, la toile est présentée au Salon de 1885 puis acquise par l’État qui l'a destinée au musée des Augustins.
Les personnages prennent place dans un décor de céramique d'Iznik bleue turquoise. Le tableau met en scène une femme nue, allongée sur une table de marbre gris, qui n'est autre que la représentation de l'épouse du peintre. La baigneuse s'abandonne aux mains d'une masseuse noire à demi-vêtue, coiffée d'un turban, qui pratique une élongation de son bras gauche. La chair nacrée de la femme blanche, en situation de repos et de bien-être contraste avec le corps musculeux du modèle noir, traité de manière plus réaliste et qui, selon  Axel Hémery, témoigne d'une certaine mélancolie dans le regard.

## Analyse
Comme dans l'Olympia (1863), d’Édouard Manet, la femme blanche est couchée, nue, et la femme noire, à moitié nue, debout. Bien que la toile de Debat-Ponson date de  1883, depuis les débuts de l’orientalisme, le journaliste Jean-Philippe Dagen remarque que les rôles sont toujours répartis de la même façon : maîtresse blanche et servante noire, tout comme, en 1911, Le Bain maure, du peu connu Jules Migonney qui figurent deux Blanches nues et la Noire qui vernit les ongles des pieds de l’une d’elles.
Pour Axel Hémery, on peut voir dans ce tableau « une curiosité exotique, une condescendance allant parfois jusqu'à un regard inquisiteur », « une appropriation par l'Occident des beautés de l'Orient et une méconnaissance de cet Orient fabriqué », mais il émet un doute :  « Cette œuvre, qui met en scène la domination coloniale, est peut-être plus innocente qu'il n'y paraît. Éprouvait-il une admiration sincère pour le monde qu'il découvrait ? On ne peut pas exclure cette idée ».